# 橙盒
《橙盒》是Valve公司推出的一款遊戲包，該產品收錄的遊戲可同時在Windows、Xbox 360與PlayStation 3運行。Windows與Xbox 360版本皆於2007年10月10日上市，可以通過市面零售購買或通過Steam購買下載。PlayStation 3版本於2007年12月11日，比較不同的是該版本是由美国艺电製作發行。
《橘盒》一共收錄五款遊戲，全部由Source引擎支援。其中收錄的《戰慄時空2》與《戰慄時空2首部曲：浩劫重生》是唯二先前已經發行過的產品，其他三款新遊戲包含《戰慄時空2》系列續作《戰慄時空2：二部曲》、解謎遊戲《傳送門》與多人連線遊戲《絕地要塞2》。Valve原定另行推出只收錄新遊戲的遊戲包《黑盒》，但該計畫最終被取消。
《橘盒》獲得遊戲評論家的廣泛好評，其中《傳送門》更被多數評論家認為是遊戲包中最讓人驚喜的遊戲。PlayStation 3版本的橘盒評價不如其他兩個版本，原因在於移植後出現的技術性問題，不過許多缺點已經被升級修正。至2008年11月止，《橘盒》估計已售出超過300萬套。

## 綜覽

《二部曲》引進了在《戰慄時空》系列首次登場的鄉野環境

《橘盒》將五款獨立遊戲集結成一款遊戲包發行，這五款遊戲分別是《戰慄時空2》及其續作《首部曲》、《二部曲》，還有另外兩款新遊戲《傳送門》與《絕地要塞2》。
透過Windows上的Steam整合系統，玩家進行遊戲時的詳細資料都會被傳送回Steam的伺服器端作統計，諸如玩家的總遊戲時間、玩家在何地點死亡、多人模式的總勝場數都有詳細的統計數據，並且會被公布在Steam的網站上。
《橘盒》的三款新遊戲《二部曲》、《傳送門》與《絕地要塞2》都有其成就系統可供玩家達成，PC版本的《戰慄時空2》與《首部曲》由於是先前發行過的產品，所以並沒有成就系統，不過Xbox 360上的五款遊戲都有其成就系統，總計有99項成就，而《戰慄時空2》佔多數。這些成就包括殺死一些特定的怪物、累積殺敵數、解除特殊任務等等。現在，PC版本的《戰慄時空2》與《首部曲》都有成就系統。
這五款遊戲除了《戰慄時空2》都有收錄遊戲記事，玩家可以了解開發者當初是如何開發這些遊戲。《傳送門》的作者艾瑞克·沃包（Erik Wolpaw）認為遊戲記事已經成為一種趨勢，所以Valve自從《戰慄時空2：消失的海岸線》以來都有在其遊戲中收錄遊戲記事。

### 《戰慄時空2》
2004年發行的第一人稱射擊遊戲，是Valve處女作《戰慄時空》的續作。劇情接續在前作之後，但背景設置在已經被合成人統治的地球。玩家再次扮演前作主角高登·弗里曼，必須帶領人類推翻合成人的暴政。《戰慄時空2》佳評如潮，榮獲超過35項出版品頒發的「年度遊戲大獎」（Game of the Year），評論家主要讚賞遊戲劇情、人物圖像與物理效果的表現。《戰慄時空2》原本只可在Windows上進行遊戲，但是藉由《橘盒》被移植至Xbox 360與PS3平台上。

### 《戰慄時空2首部曲：浩劫重生》
《戰慄時空2》的續作，於2006年發行。遊戲劇情直接接在《戰慄時空2》後，與前作最大的不同是女主角艾莉絲·凡斯在遊戲中幾乎伴隨著玩家戰鬥。《首部曲》獲得多數評論家的好評，但是也因為其劇情長度短和缺乏特色等因素而招致批評。身為一款電腦遊戲，《首部曲》同樣也是藉由《橘盒》被移植至Xbox 360與PS3平台上。

### 《戰慄時空2：二部曲》
《首部曲》的續作，該作與前作最大的不同在於該作將焦點放在新的環境、敵人、武器上。遊戲的劇情直接接在前作之後，玩家與艾莉絲·凡斯必須抵達白森林與其他重要人物會合。《戰慄時空2：二部曲》因為其新的特色，所獲得的評價也較前作出色。

### 《傳送門》
《傳送門》是一款以第一人視角進行的解謎遊戲，遊戲由一連串的難關組成，玩家必須使用手上的傳送門槍設法將自己傳送至出口。該作在發行之後廣受評論家的好評，被視為是《橘盒》的最大驚喜，該作也因此獲頒數項「年度遊戲大獎」。

### 《絕地要塞2》
《絕地要塞2》是《橘盒》唯一一款多人連線的第一人稱射擊遊戲，同時是《戰慄時空》模組《絕地要塞經典版》的續作。玩家有兩個隊伍可選擇，每個隊伍底下又有九種職業供玩家選擇，而根據不同的地圖，贏得遊戲的方法也不同（例如搶奪對方情報、佔領控制點等）。《絕地要塞2》使用Source引擎為基礎，但其卡通式的美術風格不如其他遊戲強調真實性。《絕地要塞2》在發行後因其獨特的美術風格以及九種職業的平衡性獲得評論家與玩家的好評。

## 外部連結
- （英文） 《橘盒》官方網站 （页面存档备份，存于）